# Nipponasellus kagaensis
Nipponasellus kagaensis là một loài chân đều trong họ Asellidae. Loài này được Matsumoto miêu tả khoa học năm 1958.